# Giuseppe Sacchini
Giuseppe Sacchini (Cremona, 2 febbraio 1778 – Moncalvo, 7 gennaio 1849) è stato un generale italiano, eroe napoleonico, comandante generale delle milizie civiche cremonesi nel 1848.

## Biografia
Giuseppe Sacchini fu generale  dell’armata napoleonica partecipando a numerose campagne militari in tutta Europa.Fu tra le prime figure del nostro Risorgimento. Nel quadro delle guerre napoleoniche, partecipò fra l'altro alle battaglie di Austerlitz, Jena, Friedland e Ratisbona. Nel 1812, durante la campagna di Russia, in qualità di capo battaglione alle dipendenze di Teodoro Lechi, della Guardia del Regno Italico, comandò l’assalto alla città di Smolensk marciando poi fino a Mosca. Per decisione di Napoleone sarà proprio la guardia,comandata da  Giuseppe Sacchini, a sfilare per prima in parata a Mosca. Durante la tragica ritirata, fra l'ottobre e il novembre, guidò il suo battaglione nelle decisive battaglie di Malojaroslavec e di Krasnoi, che permisero alla Grande Armata di sfuggire all'accerchiamento.
Rientrato in Italia dopo la ritirata di Russia, Sacchini riorganizzò nella città di Cremona il nuovo esercito che doveva battersi in Germania nel 1813.
Nel 1814, con il ritorno degli austriaci in Lombardia, rifiutò il grado di generale offertogli da Vienna, preferendo le confische e le persecuzioni e raggiunse il quartier generale di Gioacchino Murat, dove rimase fino al 1815. Fu nominato comandante militare dei Dipartimenti del Tronto e del Musone. Alla morte di Murat ritornò a Cremona dove per un trentennio visse modestamente rifiutando ogni altro incarico.
Fu membro della carboneria secondo alcuni riferimenti di Domenico Spadoni  in particolare nel testo " Una Trama e un Tentativo Rivoluzionario Dello Stato Romano Nel 1820-21 " che cita il Generale Sacchini come fortemente anticlericale.
Dopo aver comandato la Guardia Nazionale di Cremona durante l'insurrezione del 19 marzo 1848, contemporanea alle cinque giornate di Milano, che portò all'effimero Governo provvisorio della Lombardia, alla sua caduta Sacchini fu costretto all'esilio in Piemonte, dove gli fu dato l'incarico di Comandante del deposito Ufficiali di Moncalvo, vicino a Casale Monferrato e morì l'anno successivo. Fu decorato nel 1807 con la Corona Ferrea e nel 1811 con la Legion D'onore.
Dal generale Giuseppe Sacchini e da Modesta Visconti, nacque l'avvocato Filippo Sacchini che fu il primo intendente di Clusone, amico di Cavour, con il quale collaborò e fece parte della Società nazionale italiana.